# Dolichopeza lugubrivestis
Dolichopeza lugubrivestis är en tvåvingeart som beskrevs av Alexander 1935. Dolichopeza lugubrivestis ingår i släktet Dolichopeza och familjen storharkrankar.
Artens utbredningsområde är Taiwan. Inga underarter finns listade i Catalogue of Life.